# Dhoom
Dhoom (en hindi: धूम) es una película de acción de Bollywood estrenada el 27 de agosto de 2004. Fue dirigida por Sanjay Gadhvi y protagonizada por John Abraham, Abhishek Bachchan, Uday Chopra, Esha Deol y Rimi Sen. Se trata de la primera parte de una trilogía, producida por Aditya Yash Raj Films 'Chopra y estrenada en 2004. Dhoom se convirtió en una de las películas indias más taquilleras de ese año al generar 42 millones de rupias de beneficios en su estreno.

## Argumento
La historia comienza en la ciudad de Mumbai, donde una pandilla de motociclistas comienza a irrumpir en bancos y otros lugares públicos, terminando una larga persecución por pueblos y autopistas.
ACP Jai Dixit ( Abhishek Bachchan ) un policía sin sentido, que se llama en el interior de la caja. Está casado con Sweety ( Rimi Sen ). Jai busca la ayuda de un ladrón llamado Ali ( Uday Chopra ) y elabora una trampa para atrapar a la banda, pero falla. Kabir ( John Abraham ), el líder de la banda, con el tiempo se burla de Dixit diciendo que no podía cogerlo aunque fuera justo en frente de él. Está demostrado correcto y el fracaso de Dixit aparentemente conduce a la ruptura de su alianza con Ali.
Kabir entonces atrae a Ali en su banda para tomar el lugar de Rohit, el miembro de la banda que fue asesinado por Jai. Ali se enamora de Sheena ( Esha Deol ), otro miembro de la pandilla. La banda más tarde va a Goa para realizar un gran golpe pasado antes de convertirse en disolvió para siempre. Kabir ahora fija sus ojos en el casino más grande en toda la India. Kabir y su banda rápidamente saquear el casino en la víspera de Año Nuevo, pero pronto se dan cuenta de que Jai ha llevado directamente a una trampa. Ali estaba trabajando para Jai todo el tiempo y se produce una pelea.
Kabir se las arregla para escapar de Jai, y regresa al camión de la banda donde Ali se ha asociado Sheena. Kabir entonces brutalmente golpea a Ali por su traición, pero Ali es salvado por la oportuna llegada de Jai en la escena. La banda huye menos Sheena, mientras Jai y Ali darle caza. Todos los miembros de la pandilla Kabir sans son asesinados por Jai y Ali. Kabir trata de escapar en su bicicleta. Luego es acorralado por Jai y Ali sin tener adónde ir. Así Kabir decide suicidarse antes que dejar Jai arrestarlo, y monta su bicicleta por el borde de un acantilado y en el agua. La película termina con Jai y Ali discutiendo como de costumbre. Se hace alusión al final que Sheena será arrestado.